# Mitch Fenner
Michael Anthony ("Mitch") Fenner (Cardiff, 25 maart 1946 – 3 juli 2016) was een Brits turncoach en sportcommentator.
Fenner was in de jaren zeventig en tachtig actief als turncoach in Groot-Brittannië. Hij begeleidde onder andere Jeff Davis op de Olympische Zomerspelen 1976 en Barry Winch op de Olympische Zomerspelen 1984. Vanaf 1979 werkte hij voor de BBC als sportcommentator bij turnwedstrijden. In deze rol was hij actief op alle Olympische Spelen van 1984 tot 2012.
In 2010 trad hij in dienst als adviseur van de Koninklijke Nederlandse Gymnastiek Unie (KNGU). Begin 2012 werd hij na het ontslag van Gerard Speerstra benoemd als hoofdtrainer van de Nederlandse bond. Fenner begeleidde vervolgens Epke Zonderland naar goud op de rekstok op de Olympische Zomerspelen 2012. In 2016 wist het Nederlands herenturnteam zich voor het eerst in 88 jaar als team te kwalificeren voor de Olympische Spelen. Fenner begeleidde dat team op afstand. Bij hem werd in 2014 kanker geconstateerd. Hij overleed aan deze ziekte in de zomer van 2016.